# 保羅·帕頓
保羅·帕頓（英語：Paul Paton；1987年4月18日—）是一位北愛爾蘭足球運動員。在場上的位置是防守型中場。他現在效力於蘇格蘭足球超級聯賽球隊鄧迪聯足球俱樂部。他也代表北愛爾蘭國家足球隊參賽。

## 外部連結
- 足球数据库：保羅·帕頓的球员统计数据